# Бер'є Круна
Бер'є Ренато Круна (20 червня 1932, Стокгольм — 14 лютого 2017) — шведський перекладач і автор, серед іншого, наукової фантастики. Також він активно виступав як джазовий музикант.
Бер'є перекладав з англійської романи Сью Графтон, Діна Кунца та Пі Джей Перріша та інших.
Круна похований на цвинтарі Ульріксдаль. Він є батьком, актором і режисером Герели Круни.

## Книги (вибірка)
- Бурмотіння (Херста, 1958)
- Більше бурмотіння (Херста, 1960)
- Бурмотіння про більшість речей (разом з Олою Андерссоном) (Яннерстен, 1967)
- Бурмотіння для більшості людей (разом з Олою Андерссоном) (Яннерстен, 1967)
- Пісня танцюриста (1972)
- Нова природнича наука (разом з Олою Андерссоном) (Askild & Kärnekull, 1973)
- Розумно: вірші (1978)
- Це сталося тут: серія випадків (запуск, 1983)
- Велика книга Лімерика (Вікен, 1993)
- Час Яструба: Роман (Репліка, 2001)
- Порно на вірші [не для читачів до 16 років] (Фреріксберґ: Еґет, 2012)
- Бурмотіння з Майстерень (Копенгаген: Фьорлаґет, 2012)
- Омтанкар (2013) [лише електронна книга]
- Клинок у космічної поліції (2013) [лише електронна книга]
- Земля небезпечна (2013) [лише електронна книга]
- Брати та наречені (2013) [лише електронна книга]

## Науково-фантастичні оповідання
- Космічна музика (Delta, 1977)
- Мир зірок (Дельта, 1979)
- Щось хороше в 2080 році (Дельта, 1980)
- Людина з квітня (Дельта, 1982)
- Космос круглий (Дельта, 1983)

## Переклади (вибірка)
- Ленгстон Г'юз: Чорна музика: від блюзу до бопу (Веннерберг, 1956)
- Джек Вільямсон: Останній оазис Всесвіту (Купол навколо Америки) (Веннерберг, 1958)
- Ед Макбейн: Вісімдесят мільйонів очей (1967)
- Пол Андерсон: Повстанські світи (Повстанські світи, 1984)
- Енн Вілсон: Ірландська кухня (Ірландська кухня) (Кенеманн, 1999)
- Огден Неш: Гірший вірш та інші вірші (вид. книги Свій, 2002)